# Zvezdana crna rupa
Zvezdana crna rupa (ili crna rupa zvezdane mase) je crna rupa formirana putem gravitacionog kolapsa zvezde. One imaju mase u rasponu od oko 5 do nekoliko desetina solarnih masa. Proces je uočen kao eksplozija hipernove ili kao bljesak gama-zračenja. Ove crne rupe se takođe nazivaju kolapsirima.

## Svojstva
Prema teoremi odsustva dlake (engl. No-hair theorem), crna rupa može da ima samo tri fundamentalna svojstva: masu, električno naelektrisanje i ugaoni momenat (spin). Smatra se da sve crne rupe formirane u prirodi imaju isti spin. Spin zvezdane crne rupe nastaje usled očuvanja ugaonog momenta zvezde ili objekata koji su je proizveli.
Gravitacioni kolaps zvezde je prirodni proces koji može stvoriti crnu rupu. To je neizbežno na kraju života velike zvezde, kada su svi zvezdani izvori energije iscrpljeni. Ako je masa urušavajućeg dela zvezde ispod Tolman–Openhajmer–Volkofove granice (TOV) za neutron-degenerisanu materiju, krajnji proizvod je kompaktna zvezda - ili beli patuljak (za mase ispod Čandrasekarove granice) ili neutronske zvezde ili (hipotetične) kvarkne zvezde. Ako zvezda koja se urušava ima masu koja prelazi TOV granicu, urušavanje će se nastaviti sve dok se ne postigne nulta zapremina i oko te tačke u prostoru stvora se crna rupa.
Maksimalna masa koju može da poseduje neutronska zvezda (a da ne postane crna rupa) nije u potpunosti razjašnjena. Godine 1939. procenjena je na 0,7 solarne mase, što se naziva TOV limit. Godine 1996. drugačija procena je stavila gornju masu na opseg 1,5 do 3 solarne mase.
U teoriji opšte relativnosti, crna rupa bi mogla da postoji sa bilo kojom masom. Što je masa manja, to je veća gustina materije potrebna da bi se formirala crna rupa. (Pogledajte, na primer, raspravu o Švarcšildovom radijusu, poluprečniku crne rupe.) Ne postoje poznati procesi koji mogu proizvesti crne rupe sa masom manjom od nekoliko masa Sunca. Ako postoje male rupe, one su najverovatnije iskonske crne rupe. Do 2016. najveća poznata zvezdana crna rupa bila je 15,65 ± 1,45 solarnih masa. U septembru 2015. godine pomoću gravitacionih talasa otkrivena je rotirajuća crna rupa veličine 62±4 sunčeve mase, nastala u slučaju spajanja dve manje crne rupe. Prema podacima iz 2008. godine, NASA i drugih izvešteno je da je XTE J1650-500 crna rupa najmanje mase, sa 3,8 sunčevih masa i prečnikom od samo 24 kilometara (15 milja). Međutim, ta tvrdnja je kasnije povučena. Verovatnija masa je 5–10 solarnih masa.
Postoji evidencija prikupljena posmatranjem da postoje dva druga tipa crnih rupa, koje su mnogo masovnije od zvezdanih crnih rupa. To su crne rupe srednje mase (u centru globularnih klastera) i supermasivne crne rupe u centru Mlečnog puta i drugih galaksija.

## Kandidati
Galaksija Mlečni put sadrži nekoliko kandidata za crne rupe zvezdane mase (BHC) koje su bliže nama nego supermasivna crna rupa u regionu galaktičkog centra. Većina tih kandidata su članovi rendgenskih binarnih sistema u kojima kompaktni objekat privlači materiju svog partnera putem akcijskog diska. Moguće crne rupe u tim parovima su u opsegu od tri do više od desetak sunčevih masa.
| Ime | BHC masa (sunčevih masa) | Masa partnera (sunčevih masa) | Orbitalni period (dana) | Rastojanje od Zemlje (svetlosnih godina) | Lokacija           |
| --- | ------------------------ | ----------------------------- | ----------------------- | ---------------------------------------- | ------------------ |
|     | 11 ± 2                   | 2,6–2,8                       | 0,33                    | 3500                                     | 06:22:44 -00:20:45 |
|     | 6,3 ± 0,3                | 2,6–2,8                       | 2.8                     | 5000−11000                               | 16:54:00 -39:50:45 |
|     | 6,8 ± 0,4                | 6−6,5                         | 0,17                    | 6200                                     | 11:18:11 +48:02:13 |
|     | 11 ± 2                   | ≥18                           | 5,6                     | 6000–8000                                | 19:58:22 +35:12:06 |
|     | 4 ± 1                    | 1,1                           | 0,21                    | 8500                                     | 04:21:43 +32:54:27 |
|     | ≥4,9                     | ~1,6                          | verovatno 0.6           | 8500                                     | 17:19:37 -25:01:03 |
|     | 7,5 ± 0,3                | 4,9–5,1                       | 0,35                    | 8800                                     | 20:02:50 +25:14:11 |
|     | 12 ± 2                   | 6,0                           | 6,5                     | 7800±460                                 | 20:24:04 +33:52:03 |
|     | 5,8                      | 5–6                           | 1,75                    | 15000                                    | 17:02:50 -48:47:23 |
|     | 7,0 ± 0,6                |                               | 0,43                    | 17000                                    | 11:26:27 -68:40:32 |
|     | 9,6 ± 1,2                | 6,0–7,5                       | 1,5                     | 17000                                    | 15:50:59 -56:28:36 |
|     | 9,4 ± 1,0                | 0,25                          | 1,1                     | 24000                                    | 15:47:09 -47:40:10 |
|     | 7,1 ± 0.3                | 5–8                           | 2,82                    | 24000 – 40000                            | 18:19:22 -25:24:25 |
|     | 14 ± 4.0                 | ~1                            | 33,5                    | 40000                                    | 19:15:12 +10:56:44 |
|     | 9,7 ± 1,6                | .                             | 0.32                    |                                          | 16:50:01 -49:57:45 |

### Ekstragalaktičke zvezdane crne rupe
Kandidati izvan naše galaksije su detektovani putem gravitacionih talasa :
| Ime             | BHC masa (sunčevih masa) | Masa partnera (sunčevih masa) | Orbitalni period (dana) | Rastojanje od Zemlje (svetlosnih godina) | Lokacija |
| --------------- | ------------------------ | ----------------------------- | ----------------------- | ---------------------------------------- | -------- |
| (62 ± 4) M☉     | 36 ± 4                   | 29 ± 4                        | .                       | 1,3 milijarde                            |          |
| (48,7 ± 5) M☉   | 31,2 ± 7                 | 19,4 ± 6                      | .                       | 1,4 milijarde                            |          |
| (21,8 ± 3,5) M☉ | 14,2 ± 6                 | 7,5 ± 2,3                     | .                       | 2,9 milijardi                            |          |

Moguće je da je nestanak N6946-BH1 nakon neuspele supernove u NGC 6946 rezultirao formiranjem crne rupe.

## Literatura
- Ferguson, Kitty (1991). Black Holes in Space-Time. Watts Franklin. ISBN 978-0-531-12524-3.
- Hawking, Stephen (1988). A Brief History of Time. Bantam Books, Inc. ISBN 978-0-553-38016-3.
- Hawking, Stephen; Penrose, Roger (1996). The Nature of Space and Time. Princeton University Press. ISBN 978-0-691-03791-2.
- Melia, Fulvio (2003). The Black Hole at the Center of Our Galaxy. Princeton U Press. ISBN 978-0-691-09505-9.
- Melia, Fulvio (2003). The Edge of Infinity. Supermassive Black Holes in the Universe. Cambridge U Press. ISBN 978-0-521-81405-8.
- Pickover, Clifford (1998). Black Holes: A Traveler's Guide. Wiley, John & Sons, Inc. ISBN 978-0-471-19704-1.
- Thorne, Kip S. (1994). Black Holes and Time Warps. Norton, W. W. & Company, Inc. ISBN 978-0-393-31276-8.
- Susskind, Leonard (2008). The Black Hole War: My Battle with Stephen Hawking to Make the World Safe for Quantum Mechanics. Little, Brown and Company. ISBN 978-0316016407.
- Wheeler, J. Craig (2007). Cosmic Catastrophes (2nd изд.). Cambridge University Press. ISBN 978-0-521-85714-7.
- Carroll, Sean M. (2004). Spacetime and Geometry. Addison Wesley. ISBN 978-0-8053-8732-2., the lecture notes on which the book was based are available for free from Sean Carroll's website.
- Carter, B. (1973). „Black hole equilibrium states”.  Ур.: DeWitt, B. S.; DeWitt, C. Black Holes.
- Chandrasekhar, Subrahmanyan (1999). Mathematical Theory of Black Holes. Oxford University Press. ISBN 978-0-19-850370-5.
- Frolov, V. P.; Novikov, I. D. (1998). „Black hole physics”.
- Frolov, Valeri P.; Zelnikov, Andrei (2011). Introduction to Black Hole Physics. Oxford: Oxford University Press. ISBN 978-0-19-969229-3. Zbl 1234.83001.
- Hawking, S. W.; Ellis, G. F. R. (1973). Large Scale Structure of space time. Cambridge University Press. ISBN 978-0-521-09906-6.
- Melia, Fulvio (2007). The Galactic Supermassive Black Hole. Princeton U Press. ISBN 978-0-691-13129-0.
- Misner, Charles; Thorne, Kip S.; Wheeler, John (1973). Gravitation. W. H. Freeman and Company. ISBN 978-0-7167-0344-0.
- Taylor, Edwin F.; Wheeler, John Archibald (2000). Exploring Black Holes. Addison Wesley Longman. ISBN 978-0-201-38423-9.
- Wald, Robert M. (1984). General Relativity. University of Chicago Press. ISBN 978-0-226-87033-5.
- Wald, Robert M. (1992). Space, Time, and Gravity: The Theory of the Big Bang and Black Holes. University of Chicago Press. ISBN 978-0-226-87029-8.
- Price, Richard; Creighton, Teviet (2008). „Black holes”. Scholarpedia. 3 (1): 4277. Bibcode:2008SchpJ...3.4277C. doi:10.4249/scholarpedia.4277 .
- Gallo, Elena; Marolf, Donald (2009). „Resource Letter BH-2: Black Holes”. American Journal of Physics. 77 (4): 294—307. Bibcode:2009AmJPh..77..294G. S2CID 118494056. arXiv:0806.2316 . doi:10.1119/1.3056569.
- Hughes, Scott A. (2005). „Trust but verify: The case for astrophysical black holes”. arXiv:hep-ph/0511217 . Lecture notes from 2005 SLAC Summer Institute.